# 제30회 미국 작가 조합상
제30회 미국 작가 조합상은 1977년 뛰어난 활동을 보인 영화 작가를 기리기 위해 1978년 3월에 열린 시상식이다. [서부]LA, 비벌리힐튼 호텔/[동부]뉴욕, 에섹스하우스에서 개최되었다.

## 수상 및 후보

### 각본상
- 터닝 포인트 - 아서 로렌츠 수상
- 애니 홀 - 우디 앨런 수상

### 각색상
- 오, 하느님! - Larry Gelbart 수상
- 줄리아 - 엘빈 사전트 수상

### 월계수상
- 에드워드 앤헐트 수상

### 발렌타인 데이비스 상
- 노먼 레어 수상

### 모건 콕스 상
- John Furia 수상